# Смекенс, Ян
Йоханнес Адрианюс Албертюс (Ян) Сме́кенс (нидерл. Johannes Adrianus Albertus "Jan" Smeekens; род. 11 февраля 1987, Ралте, Оверэйссел) — голландский конькобежец-спринтер. Серебряный призёр на Олимпийских игр 2014 года, чемпион мира и 2-кратный бронзовый призёр мировых чемпионатов, обладатель Кубка мира на дистанции 500 м, 8-кратный чемпион и 9-кратный призёр чемпионата Нидерландов.

## Биография
Ян Смекенс родился в семье Яна Смекенса и Энн Смекенс. У него также есть две сестры Кити и Эфье. Он начал кататься на коньках в возрасте 10 лет на каналах и озёрах в окрестностях Ралте. Через год он начал заниматься конькобежным спортом в ледовом клубе "Deventer Ice Club".
В 2002 году Смекенс дорос до юниорского чемпионата Нидерландов, а уже в 2004 году стал чемпионом в комбинации спринта. На чемпионатах Нидерландов на взрослом уровне стал выступать с 2005 года. В 2007 году он стал серебряным призёром национального чемпионата в забеге на 500 м, а с 2008 по 2010 год подряд становился чемпионом Нидерландов на этой дистанции. Ещё в 2009 году Ян подписал контракт с командой Жака Ори "Jumbo-Visma", в которой провёл до конца своей карьеры.
В 2007 году он дебютировал на Кубке мира и на чемпионате мира в Солт-Лейк-Сити, где занял 13-е место по сумме двух забегов на 500 м. Через год стал 16-м на чемпионате мира в Нагано. В сезоне 2008/09 Ян впервые поднялся на 3-е место на этапе Кубка мира в Эрфурте. На чемпионате мира в Ричмонде занял вновь 13-е место на дистанции 500 м.
В сезоне 2009/10 на 2-м этапе Кубка мира в Херенвене стал 2-м на 500-метровке, а в декабре 2009 года финишировал первым в забеге на 500 м на отборочном турнире в Нидерландах и квалифицировался на свою первую Олимпиаду. В феврале 2010 года на зимних Олимпийских играх в Ванкувере занял 6-е место на 500 м. Сразу после игр Смекенс выиграл все четыре забега на 500-метровке на 6-м и 7-м этапах Кубка мира и в итоге поднялся на 2-е место в общем зачёте Кубка мира на дистанции 500 м.
В 2011 году стал вице-чемпионом на чемпионате Нидерландов в спринтерском многоборье и на чемпионате мира на отдельных дистанциях в Инцелле занял третье место в забеге на 500 м. Через год стал чемпионом страны в 4-й раз на 500-метровке, а в общем зачёте на дистанции 500 м в  Кубке мира сезона 2011/12 занял 4-е место. В сезоне 2012/2013 стал обладателем Кубка мира на дистанции 500 метров и стал 2-м в общем зачёте Кубка. На чемпионате мира на отдельных дистанциях в Сочи стал во второй раз бронзовым призёром.
В 2014 году Ян участвовал на зимних Олимпийских играх в Сочи, завоевав серебро на дистанции 500 м. В общем зачёте Кубка мира сезона 2013/14 на дистанции 500 м занял 3-е место. Также стал чемпионом Нидерландов в очередной раз в забеге на 500 м. В 2016 году на чемпионате мира на отдельных дистанциях занял только 15-е место на 500-метровке. После олимпиады 2014 года его результаты только падали.
Однако в 2017 году после второго места на чемпионате Нидерландов в спринтерском многоборье Ян стал чемпионом мира в Канныне на дистанции 500 м, и стал первым представителем Нидерландов, которому удалось выиграть эту дисциплину на мировых первенствах по отдельным дистанциям. В декабре 2017 года он занял 3-е место в забеге на 500 м на отборочном Национальном турнире и отобрался на игры 2018 года.
В 2018 году Ян Смекенс был знаменосцем Нидерландов на церемонии открытия зимних Олимпийских игр в Пхёнчхане. На дистанции он 500 м занял 10-е место, как потом оказалось у него были проблемы со здоровьем. В марте на этапе Кубка мира в Минске выиграл 1-е и 2-е место в забегах на 500 м. В 2019 году занял 3-е место на чемпионате Нидерландов в беге на 500 м и на чемпионате мира в Инцелле занял 10-е место. В 2020 году на чемпионате Европы в Херенвене стал 5-м на 500-метровке, а на чемпионате мира на отдельных дистанциях занял 12-е место. В марте 2020 года 33-летний спринтер Смекенс объявил о завершении карьеры спортсмена выступлением за "Team Jumbo-Visma".

## Личная жизнь
Ян Смекенс вместе с женой Ингеборгой Крон, бывшей конькобежкой и дочкой Йоси, которая родилась в ноябре 2019 года, живут в Веспе. В ноябре 2021 года книга "Как я потерял золото и нашёл себя снова" (нидерл. Smeekens. Hoe Ik Goud Verloor En Mijzelf Terugvond), которую Ян написал вместе с Йеруном Клейне, была опубликована издательством "Xander publishing house". В 2024 году он стал сокомментатором NOS на чемпионате Европы по конькобежному спорту в Херенвене. Ян является почётным членом ледового клуба "Deventer Ice Club"